# Caloptilia aeneocapitella
Caloptilia aeneocapitella là một loài bướm đêm thuộc họ Gracillariidae. Nó được tìm thấy ở Puerto Rico và Saint Vincent và the Grenadines.